# Guido Andreozzi
Guido Andreozzi (* 5. srpna 1991 Buenos Aires) je argentinský profesionální tenista. Ve své dosavadní kariéře na okruhu ATP Tour vyhrál dva deblové turnaje. Na challengerech ATP a okruhu ITF získal patnáct titulů ve dvouhře a třicet devět ve čtyřhře.
Na žebříčku ATP byl ve dvouhře nejvýše klasifikován v lednu 2019 na 70. místě a ve čtyřhře pak v únoru 2025 na 50. místě. Trénuje ho Gaston Etlis. Dříve tuto roli plnili Mariano Hood či Kevin Konfederak.
V argentinském daviscupovém týmu neodehrál do roku 2017 žádné utkání.

## Tenisová kariéra
V rámci hlavních soutěží událostí okruhu ITF debutoval v srpnu 2007, když na turnaji v rodném Buenos Aires prošel kvalifikačním sítem. V úvodním kole podlehl krajanovi Pablu Galdonovi. Na challengerech ATP se poprvé objevil v září 2009. V první fázi kvalifikace buenosaireské události jej vyřadil další krajan Alejandro Kon. Debutovou trofej si připsal na červencovém Lima Challengeru 2012 po zdolání krajana Facunda Argüella.

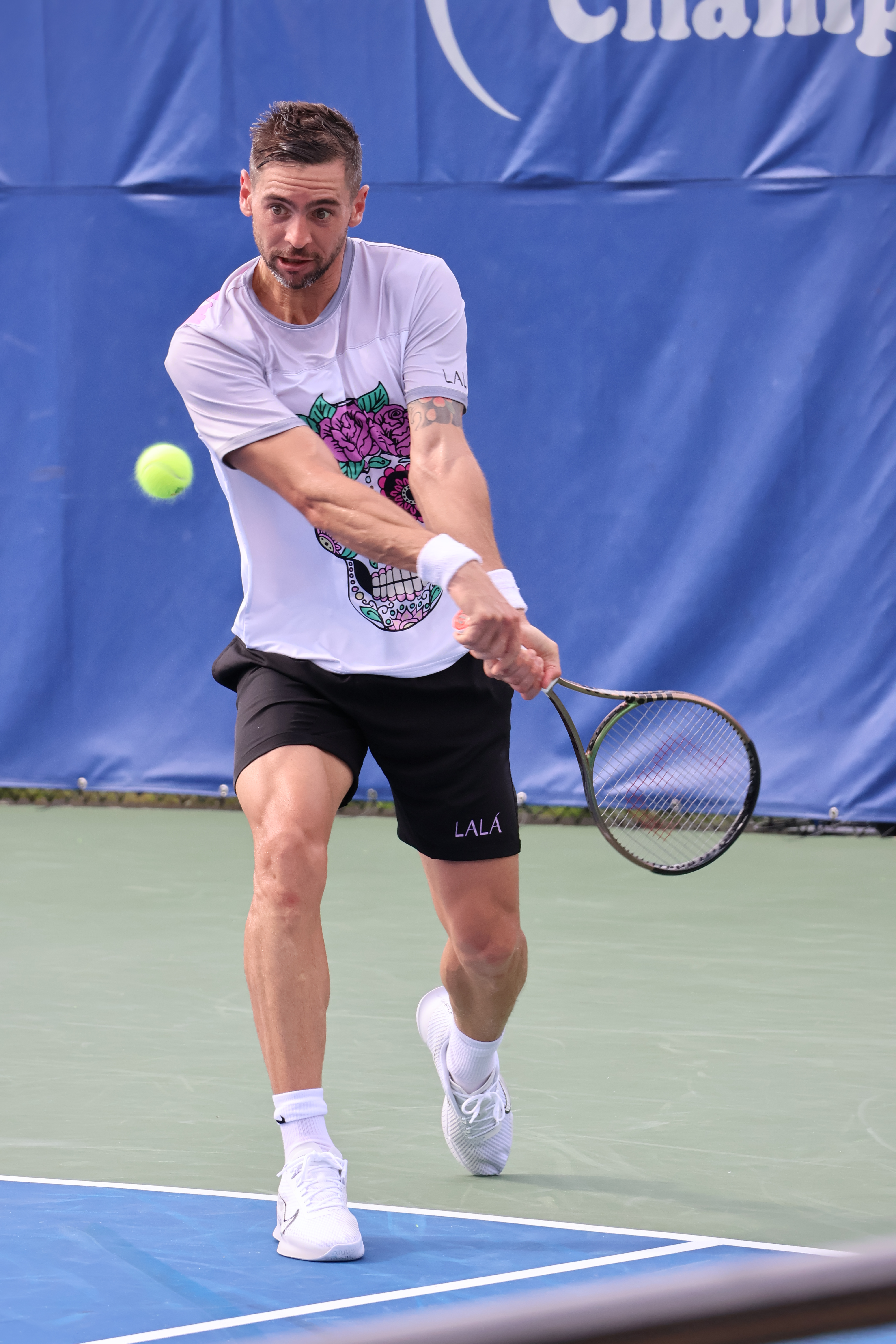
Bekhend na challengeru v Cary (2023)

Ve dvouhře okruhu ATP Tour debutoval na grandslamovém US Open 2012. Do hlavní soutěže postoupil z tříkolové kvalifikace, v níž na závěr vyřadil Ukrajince Sergeje Bubku. Na úvod newyorské singlové soutěže však nestačil na sedmnáctého nasazeného Japonce Keie Nišikoriho po třísetovém průběhu. Bodový zisk mu následně zajistil první průnik do elitní dvoustovky žebříčku, ve vydání z 10. září 2012. Následně neuspěl ve dvanácti grandslamových kvalifikacích, až do US Open 2016, z níž se probojoval po výhrách nad Marselem İlhanem, Jürgenem Melzerem a Danielem Brandsem. V prvním kole dvouhry nenašel recept na francouzskou turnajovou devítku Jo-Wilfrieda Tsongu.
Premiérový zápas na túře ATP vyhrál na Argentina Open 2015, na který obdržel divokou kartu. Po zvládnutém duelu proti kvalifikantu Andrési Moltenimu jeho cestu pavoukem ukončil třetí nasazený Uruguayec Pablo Cuevas. První titul si pak odvezl ze čtyřhry Croatia Open Umag 2024, do níž zasáhl s Mexičanem  Miguelem Ángelem Reyesem-Varelou. Ve finále porazili Francouze Manuela Guinarda s Grégoirem Jacqem po dvousetovém průběhu. Vylepšili tak semifinálové maximum z Morocco Open 2024. V odehrané části sezóny 2024 ovládli challengery v Neapoli a Perugii. Druhou trofej vybojoval v deblu antukového Argentina Open 2025, hraného během února v tenisovém klubu Buenos Aires. Po boku Francouze Théa Arribagého vstoupili do soutěže výhrou nad nejvýše nasazenými Argentinci Máximem Gonzálezem a Andrésem Moltenim. Nezastavili je ani Darderi s Navonem a v semifinále turnajové čtyřky Alexander Erler s Constantinem Frantzenem. Ve finále zdolali třetí nasazené Brazilce Rafaela Matose s Marcelem Melem, když odehráli první supertiebreak na turnaji. Jeho průběh otočili ziskem šesti ze sedmi posledních bodů. Po skončení debutoval v první světové padesátce deblového žebříčku, kterou uzavíral.

## Finále na okruhu ATP Tour

### Čtyřhra: 2 (2–0)
| Legenda                   |
| ------------------------- |
| Grand Slam (0)            |
| Turnaj mistrů (0)         |
| ATP Tour Masters 1000 (0) |
| ATP Tour 500 (0)          |
| ATP Tour 250 (2–0)        |

| Stav  | č. | datum         | turnaj                  | kategorie    | povrch | spoluhráč                 | soupeři ve finále            | výsledek         |
| ----- | -- | ------------- | ----------------------- | ------------ | ------ | ------------------------- | ---------------------------- | ---------------- |
| Vítěz | 1. | červenec 2024 | Umag, Chorvatsko        | ATP Tour 250 | antuka | Miguel Ángel Reyes-Varela | Manuel Guinard Grégoire Jacq | 6–4, 6–2         |
| Vítěz | 2. | únor 2025     | Buenos Aires, Argentina | ATP 250      | antuka | Théo Arribagé             | Rafael Matos Marcelo Melo    | 7–5, 4–6, [10–7] |

## Tituly na challengerech ATP
| Legenda                  |
| ------------------------ |
| D – dvouhra; Č – čtyřhra |
| Challengery (9 D; 36 Č)  |

### Dvouhra (9 titulů)
| Č. | datum         | turnaj                                | okruh      | povrch | poražený finalista          | výsledek               |
| -- | ------------- | ------------------------------------- | ---------- | ------ | --------------------------- | ---------------------- |
| 1. | červenec 2012 | Lima, Peru                            | Challenger | antuka | Facundo Argüello            | 6–3, 6–7(6–8), 6–2     |
| 2. | říjen 2013    | San Juan, Argentina                   | Challenger | antuka | Diego Schwartzman           | 6–7(4–7), 7-6(7-5) 6–0 |
| 3. | únor 2016     | Santo Domingo, Dominikánská republika | Challenger | antuka | Nicolás Kicker              | 6–0, 6-4               |
| 4. | květen 2016   | Vicenza, Itálie                       | Challenger | antuka | Pere Riba                   | 6–0skreč               |
| 5. | březen 2018   | Punta del Este, Uruguay               | Challenger | antuka | Simone Bolelli              | 3–6, 6–4, 6–3          |
| 6. | duben 2018    | Tunis, Tunisko                        | Challenger | antuka | Daniel Gimeno-Traver        | 6–2, 3–0skreč          |
| 7. | září 2018     | Štětín, Polsko                        | Challenger | antuka | Alejandro Davidovich Fokina | 6–4, 4–6, 6–3          |
| 8. | listopad 2018 | Guayaquil, Ekvádor                    | Challenger | antuka | Pedro Sousa                 | 7–5, 1–6, 6–4          |
| 9. | listopad 2022 | Temuco, Chile                         | Challenger | tvrdý  | Nicolás Kicker              | 4–6, 6–4, 6–2          |

### Čtyřhra (36 titulů)
| Č.  | datum         | turnaj                    | okruh      | povrch     | spoluhráč                 | poražení finalisté                             | výsledek                   |
| --- | ------------- | ------------------------- | ---------- | ---------- | ------------------------- | ---------------------------------------------- | -------------------------- |
| 1.  | září 2011     | Belo Horizonte, Brazílie  | Challenger | antuka     | Eduardo Schwank           | Ricardo Hocevar Christian Lindell              | 6–2, 6–4                   |
| 2.  | říjen 2011    | Recife, Brazílie          | Challenger | tvrdý      | Marcel Felder             | Rodrigo Grilli André Miele                     | 6–3, 6–3                   |
| 3.  | květen 2012   | Rio Quente, Brazílie      | Challenger | tvrdý      | Marcel Felder             | Thiago Alves Augusto Laranja                   | 6–3, 6–3                   |
| 4.  | září 2013     | Cali, Kolumbie            | Challenger | antuka     | Eduardo Schwank           | Carlos Salamanca João Souza                    | 6–2, 6–4                   |
| 5.  | září 2013     | Campinas, Brazílie        | Challenger | antuka     | Máximo González           | Thiago Alves Thiago Monteiro                   | 6–4, 6–4                   |
| 6.  | srpen 2014    | Como, Itálie              | Challenger | antuka     | Facundo Argüello          | Steven Diez Enrique López Pérez                | 6–2, 6–2                   |
| 7.  | září 2014     | Porto Alegre, Brazílie    | Challenger | antuka     | Guillermo Durán           | Facundo Bagnis Diego Schwartzman               | 6–3, 6–3                   |
| 8.  | říjen 2014    | Cali, Kolumbie            | Challenger | antuka (h) | Guillermo Durán           | Alejandro González César Ramírez               | 6-3, 6-4                   |
| 9.  | červen 2015   | Caltanissetta, Itálie     | Challenger | antuka     | Guillermo Durán           | Hsin-han Lee Alessandro Motti                  | 6–3, 6–2                   |
| 10. | červen 2016   | Caltanissetta, Itálie     | Challenger | antuka     | Andrés Molteni            | Marcelo Arévalo Miguel Ángel Reyes-Varela      | 6–1, 6–2                   |
| 11. | červenec 2017 | Poznaň, Polsko            | Challenger | antuka     | Jaume Munar               | Tomasz Bednarek Gonçalo Oliveira               | 6–7(4–7), 6–3, [10–4]      |
| 12. | červenec 2017 | Cortina d'Ampezzo, Itálie | Challenger | antuka     | Gerald Melzer             | Steven de Waard Ben McLachlan                  | 6–2, 7–6(7–4)              |
| 13. | březen 2018   | Marbella, Španělsko       | Challenger | antuka     | Ariel Behar               | Martin Kližan Jozef Kovalík                    | 6–3, 6–4                   |
| 14. | říjen 2018    | Lima, Peru                | Challenger | antuka     | Guillermo Durán           | Ariel Behar Gonzalo Escobar                    | 2–6, 7–6(7–5), [10–5]      |
| 15. | listopad 2018 | Montevideo, Uruguay       | Challenger | antuka     | Guillermo Durán           | Facundo Bagnis Andrés Molteni                  | 7–6(7–5), 6–4              |
| 16. | listopad 2018 | Buenos Aires, Argentina   | Challenger | antuka     | Guillermo Durán           | Marcelo Demoliner Andrés Molteni               | 6–4, 4–6, [10–3]           |
| 17. | leden 2019    | Punta del Este, Uruguay   | Challenger | antuka     | Guillermo Durán           | Sander Gillé Joran Vliegen                     | 6–2, 6–7(6–8), [10–8]      |
| 18. | září 2019     | Szczecin, Polsko          | Challenger | antuka     | Andrés Molteni            | Hans Podlipnik Castillo Matwé Middelkoop       | 6–4, 6–3                   |
| 19. | září 2019     | Buenos Aires, Argentina   | Challenger | antuka     | Andrés Molteni            | Hugo Dellien Federico Zeballos                 | 6–7(3–7), 6–2, [10–1]      |
| 20. | červenec 2021 | Porto, Portugalsko        | Challenger | tvrdý      | Guillermo Durán           | Renzo Olivo Miguel Ángel Reyes-Varela          | 6–7(5–7), 7–6(7–5), [11–9] |
| 21. | červen 2022   | Corrientes, Argentina     | Challenger | antuka     | Guillermo Durán           | Nicolás Álvarez Murkel Dellien                 | 7-5, 6-2                   |
| 22. | červenec 2022 | Todi, Itálie              | Challenger | antuka     | Guillermo Durán           | Romain Arneodo Jonathan Eysseric               | 6–1, 2–6, [10–6]           |
| 23. | září 2022     | Buenos Aires, Argentina   | Challenger | antuka     | Guillermo Durán           | Román Andrés Burruchaga Facundo Díaz Acosta    | 6–0, 7–5                   |
| 24. | říjen 2022    | Rio de Janeiro, Brazílie  | Challenger | antuka     | Guillermo Durán           | Karol Drzewiecki Jakub Paul                    | 6–3, 6–2                   |
| 25. | říjen 2022    | Guayaquil, Ekvádor        | Challenger | antuka     | Guillermo Durán           | Facundo Díaz Acosta Luis David Martínez        | 6–0, 6–4                   |
| 26. | listopad 2022 | São Leopoldo, Brazílie    | Challenger | antuka     | Guillermo Durán           | Felipe Meligeni Alves João Lucas Reis da Silva | 5–1skreč                   |
| 27. | listopad 2022 | Temuco, Chile             | Challenger | tvrdý      | Guillermo Durán           | Luis David Martínez Džívan Nedunčežijan        | 6–4, 6–2                   |
| 28. | leden 2023    | Tigre, Argentina          | Challenger | antuka     | Ignacio Carou             | Leonardo Aboian Ignacio Monzón                 | 5–7, 6–4, [10–5]           |
| 29. | leden 2023    | Concepción, Chile         | Challenger | antuka     | Guillermo Durán           | Luciano Darderi Oleg Prihodko                  | 7–6(7–1), 6–7(3–7), [10–7] |
| 30. | červen 2023   | Cali, Kolumbie            | Challenger | antuka     | Cristian Rodríguez        | Orlando Luz Oleg Prihodko                      | 6–3, 6–4                   |
| 31. | říjen 2023    | Campinas, Brazílie        | Challenger | antuka     | Guillermo Durán           | Diego Hidalgo Cristian Rodríguez               | 7–6(7–4), 6–3              |
| 32. | říjen 2023    | Curitiba, Brazílie        | Challenger | antuka     | Ignacio Carou             | Diego Hidalgo Cristian Rodríguez               | 6–4, 6–4                   |
| 33. | listopad 2023 | Montevideo, Uruguay       | Challenger | antuka     | Guillermo Durán           | Boris Arias Federico Zeballos                  | 2–6, 7–6(7–2), [10–8]      |
| 34. | leden 2024    | Piracicaba, Brazílie      | Challenger | antuka     | Guillermo Durán           | Daniel Dutra da Silva Pedro Sakamoto           | 6–2, 7–6(7–5)              |
| 35. | březen 2024   | Neapol, Itálie            | Challenger | antuka     | Miguel Ángel Reyes-Varela | Théo Arribagé Victor Vlad Cornea               | 6–4, 1–6, [10–7]           |
| 36. | červen 2024   | Perugia, Itálie           | Challenger | antuka     | Miguel Ángel Reyes-Varela | Sriram Baladži Andre Begemann                  | 6–4, 7–5                   |